# Francisco Galán
Francisco Galán Rodríguez (San Fernando, 1902 - Buenos Aires, 1971) fue un militar español, que destacó por su actividad durante la guerra civil española, en la que participó en las filas del Gobierno de la Segunda República Española. Era hermano de los también militares José María Galán y de Fermín Galán, y antes del estallido de la contienda se hizo militante del Partido Comunista de España (PCE).

## Biografía

### Carrera militar
Francisco procedía de una familia de militares. Perdió, a edad muy temprana, a su padre, suboficial de la Armada Española. Sus hermanos también siguieron la carrera militar: Fermín, que se convirtió en el héroe republicano de la Sublevación de Jaca, y José María, oficial del Cuerpo de Carabineros. Francisco Galán ya había obtenido el grado de teniente retirado de la Guardia Civil cuando se produjo la sublevación militar que llevaría al estallido de la guerra civil española. 
Durante los meses precedentes a la contienda fue instructor militar de las Milicias Antifascistas Obreras y Campesinas (MAOC) formadas por el Partido Comunista de España.

### Participación en la Guerra Civil
Al estallar la lucha y tras sofocarse la sublevación contra la República en Madrid, Galán es nombrado jefe de la columna de milicianos republicanos que se dirige a Somosierra el 21 de julio de 1936 y defiende el sector frente a los avances de las fuerzas sublevadas que tratan de llegar a la capital. Durante los primeros meses de la guerra participó en la organización del Quinto Regimiento, siendo uno de sus comandantes.
El 10 de noviembre de 1936 acude a Madrid y se hace cargo de las tropas de Pelayo Clairac Bautista, actuando en la Casa de Campo contra los atacantes del bando franquista que acaban de iniciar la ofensiva sobre la capital. El 13 de noviembre es herido, pero continúa en la lucha. Por su actuación en la defensa de Madrid obtiene gran popularidad y carisma dentro del bando republicano. Es ascendido a comandante a finales de 1936.
Nombrado jefe de la 22.ª Brigada Mixta en noviembre de 1936, Galán participa en el primer ataque republicano contra Teruel en diciembre de ese año, donde resulta herido y sustituido en el mando de la 22.ª BM. En abril de 1937 vuelve a participar con su brigada en el segundo ataque republicano a Teruel. En mayo de ese mismo año es ascendido a teniente coronel, y durante unos días es el jefe de la 39.ª División en el sector turolense.
Frente Norte
A mediados de mayo es enviado por el Estado mayor del Ejército de Tierra hacia el Frente del Norte, y el 9 de julio se hace cargo de la 4.ª División vasca, luego renombrada como 51.ª División. Al frente de esta unidad participó en la Batalla de Santander, aunque no puede evitar el hundimiento del frente republicano ni que la capital cántabra cayese en manos franquistas. Además, su unidad sufrió fuertes pérdidas y quedó gravemente quebrantada, al punto de quedar prácticamente destruida. Galán hubo de retirarse con los restos del Ejército republicano hacia Asturias, ahora comandando la División «B» —la antigua 51.ª División reconstituida—, quedando situado en el sector de Arenas de Cabrales. Dadas sus dotes de mando, a finales de agosto es puesto al frente de los restos del vapuleado XIV Cuerpo de Ejército, la cual intervendrá en la campaña de Asturias. Poco antes de que Gijón sea tomada por los franquistas el 20 de octubre, Galán es evacuado con el resto de jefes militares y políticos de la República, volviendo en noviembre a la zona central controlada por las fuerzas republicanas. Fue ascendido al rango de coronel.
Frente del Este
Entre el 8 y el 19 de febrero de 1938 Galán se hace cargo de las tropas del XX Cuerpo de Ejército que defienden Teruel, aunque, encontrándose en inferioridad de medios ante la contraofensiva de los franquistas, Galán debe retirarse con sus tropas para evitar un cerco masivo.
Nombrado comandante del XI Cuerpo de Ejército del Grupo de Ejércitos de la Región Oriental, a partir del 4 de abril, Galán reorganiza la unidad tras el desastre de Aragón. Con el XI Cuerpo de Ejército ubicado tras la línea defensiva el río Noguera Pallaresa, atacó brevemente la cabeza de puente de Tremp en mayo de 1938. Cuando a finales de año los franquistas lanzan la Ofensiva de Cataluña, Galán participa en la defensa primero con el XI Cuerpo de Ejército y desde el 30 de diciembre con el XII Cuerpo de Ejército. Al hundirse el frente catalán, Galán se retira con sus tropas hacia Francia, cruzando la frontera en los primeros días de febrero de 1939. 
No obstante, pocos días después regresó a la zona centro republicana para ponerse a órdenes del gobierno.
Sublevación de Cartagena
El 4 de marzo de 1939 el gobierno de Juan Negrín, en su política de nombrar mandos militares de confianza y partidarios de continuar la guerra, nombró a Francisco Galán comandante de la base naval de Cartagena. Este nombramiento no fue acogido nada bien por los oficiales de la base naval, generando también una fuerte protesta de los marineros republicanos de dicha base, mayormente simpatizantes anarquistas que rechazaban quedar bajo órdenes de un jefe del ejército de tierra, y que además es un destacado líder del PCE. A su llegada a Cartagena la noche del 4 de marzo se produce una revuelta de la marinería republicana y las fuerzas sublevadas arrestaron a Galán en la comandancia militar, hacia las 12 de la noche. Galán fue liberado de su cautiverio unas horas después, bajo presiones de los mandos de la armada no pro-franquistas, y tras haber logrado contactar con Negrín, renunció a su nombramiento. Tras esto, se embarcó junto a otros oficiales y el resto de la Marina de guerra republicana, partiendo al exilio.

### Exilio
Galán desembarcó junto a la flota republicana en el Protectorado francés de Túnez, donde fue internado por las autoridades francesas. El 27 de abril de 1939 un diputado comunista francés logró sacarlo del campo de internamiento. Aunque fue seleccionado para realizar un curso militar en la Unión Soviética junto a otros militares republicanos, como su hermano José María, Galán rechazó esta posibilidad. Desde Orán partió hacia Chile, y posteriormente vivió en el exilio en Argentina, donde dirigió varias editoriales.
Permaneció al margen de toda actividad política destacada dentro del PCE, aunque continuó siendo miembro del Partido hasta su muerte, en Buenos Aires, en 1971.